# Otaku

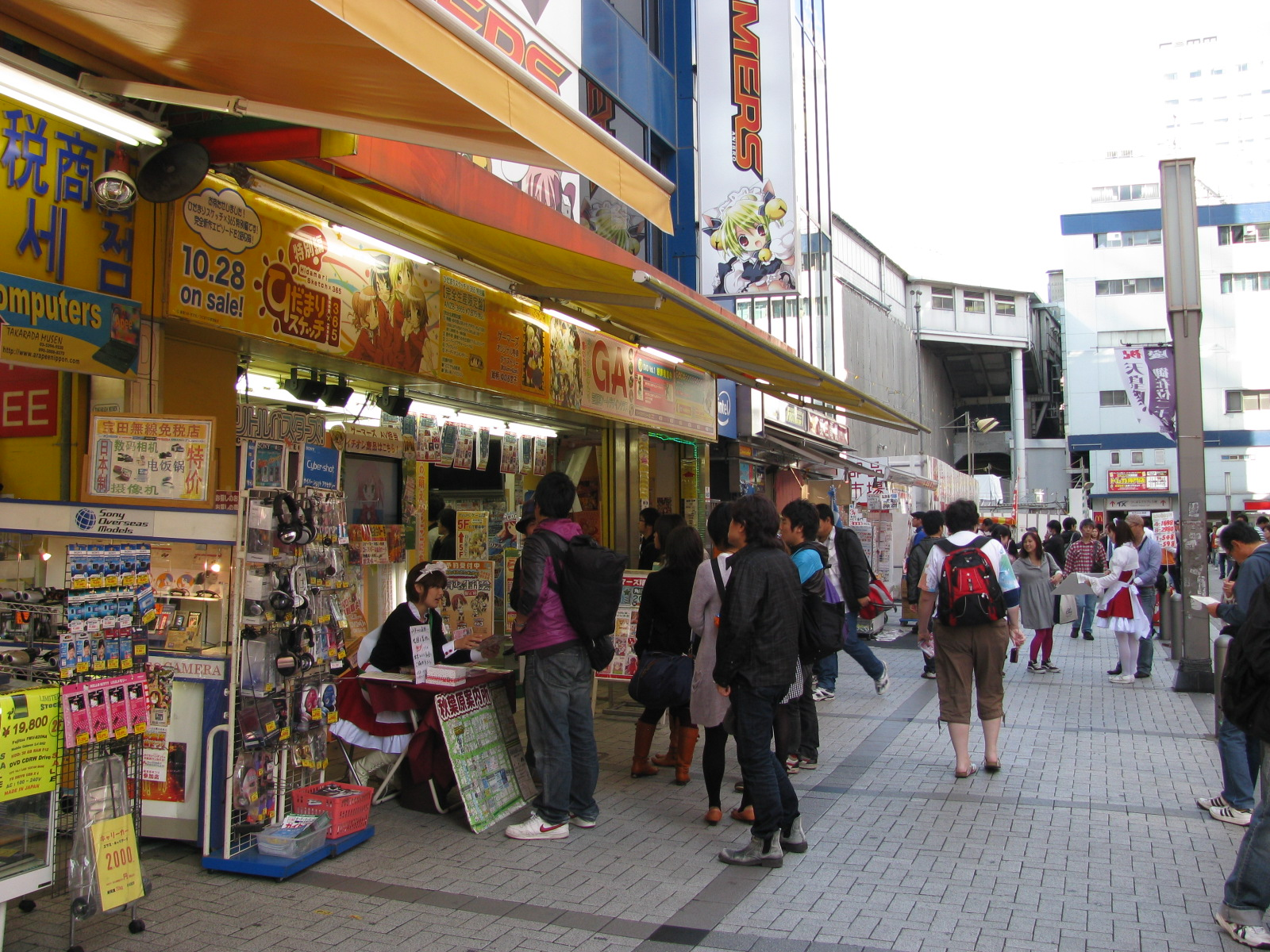
Negozio ad Akihabara, quartiere di Tokyo, luogo di riferimento della subcultura otaku

Otaku (おたく? o オタク?) è un termine della lingua giapponese che dagli anni ottanta indica una subcultura giapponese di appassionati di manga, anime e prodotti ad essi correlati. Viene anche usato come sinonimo di nerd, e quindi appassionato di tecnologia, videogiochi e simili.

## Accezione occidentale
In Occidente il termine viene usato per indicare sia specificamente gli appassionati di anime e manga, sia gli appassionati, in generale, di tutto ciò che proviene dal Giappone, senza le implicazioni negative che il termine ha in patria in riferimento a persone monomaniache o socialmente isolate. Fin dagli anni ottanta gli appassionati di manga e anime hanno fatto esperienza di una blanda forma di disapprovazione sociale e stigmatizzazione, un fenomeno di intensità non paragonabile a quello giapponese ma che, seppur attenuatosi nel tempo, è ancora presente negli anni duemila.
In Occidente il termine otaku è generalmente affine a geek, o nel peggiore dei casi sinonimo di nerd o di devianza sociale. Otaku si riferisce anche all'influente subcultura pop giapponese emersa in patria alla fine degli anni settanta e connessa a questo fenomeno sociale.

## Origine e significati del termine
In giapponese la parola otaku significa la sua casa (御宅/お宅?, otaku). Il termine è composto dalla preposizione onorifica o (お) e dal sostantivo taku (宅) che significa casa, dimora, a casa. Per estensione il termine è utilizzato anche come pronome di seconda persona onorifico quando ci si rivolge a qualcuno che non si conosce (un corrispettivo dell'italiano Lei), usato tra pari assume un significato ironico o sarcastico. Verso la fine degli anni settanta i disegnatori di anime e manga Haruhiko Mikimoto e Shōji Kawamori usavano chiamarsi a vicenda usando la parola otaku come appellativo sarcasticamente onorifico.
La parola è pronunciata dal personaggio Lynn Minmay nell'anime Macross (1982) di Shōji Kawamori. Tra la fine degli anni settanta e i primi anni ottanta il termine si diffuse nel gergo degli appassionati di anime e manga come appellativo distintivo. Nel 1983 il giornalista Akio Nakamori scrisse Otaku no kenkyū (『おたく』の研究?), un saggio sullo stile di vita dei nerd che frequentavano il quartiere di Akihabara a Tokyo. Akio Nakamori utilizzò la parola otaku per distinguere le persone che condividevano la passione per i manga, gli anime, i videogiochi e i loro protagonisti.
La forma recente del termine si impose dunque negli anni ottanta, e si distingue dal primo significato essendo scritta solo in hiragana  (おたく?) o katakana  (オタク?), o raramente in rōmaji. La scrittura giapponese permette infatti di distinguere i due significati: お 宅 (otaku) è casa, mentre オタク (otaku) è la passione monomaniacale cui fa riferimento questo articolo. Pertanto, anche se molte persone anziane continuano a utilizzare il termine solo nella sua accezione originaria, nel giapponese moderno un otaku è un fan appassionato o ossessionato da un particolare tema, argomento o hobby. Il termine viene usato anche per identificare la subcultura che, in Giappone, circonda manga, anime e videogiochi.

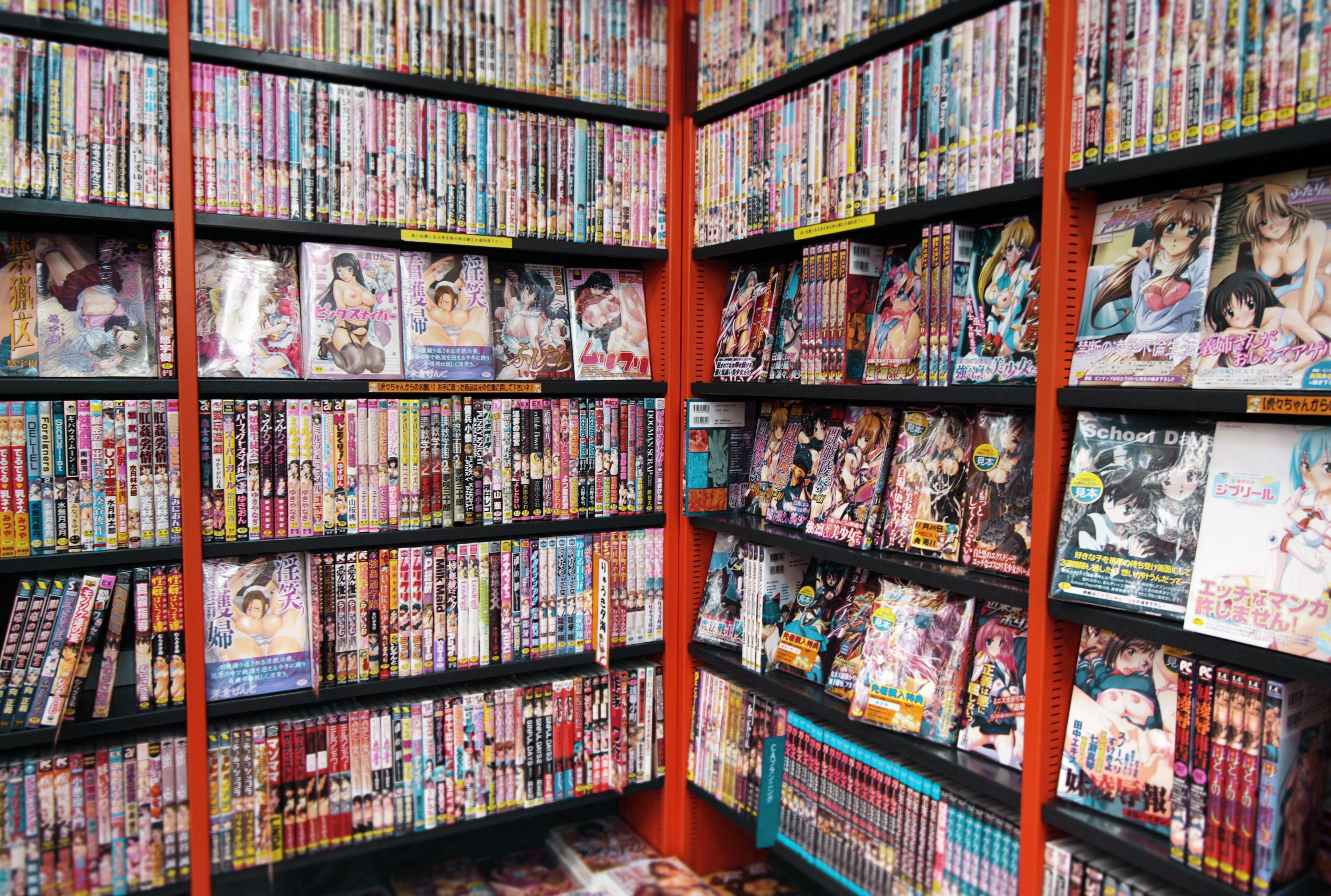
Il settore hentai in una libreria di manga

Nel 1989 Akio Nakamori, il giornalista che si era già occupato del fenomeno otaku nel 1983, pubblicò un articolo su Tsutomu Miyazaki, un feroce serial killer ossessionato da manga hentai, che aveva violentato e ucciso quattro bambine di cui aveva anche mangiato parti dei corpi. Nell'articolo il mostro Miyazaki fu definito "l'assassino otaku". Molti giornali giapponesi pubblicarono una foto impressionante della stanza del mostro, in cui erano ammassate migliaia di videocassette e fumetti che ricoprivano le finestre e le pareti fino al soffitto. Queste circostanze diedero al termine forti connotazioni negative e in Giappone, durante gli anni novanta e per buona parte degli anni 2000, gli otaku furono considerati, nella migliore delle ipotesi, dei disadattati, comunque generalmente mal visti.
Dagli anni novanta la subcultura otaku finì dunque sotto i riflettori dei media giapponesi e divenne argomento nel dibattito sulla gioventù giapponese. Probabilmente per i riferimenti alla casa contenuti nel termine e per la fama di emarginati e disadattati, negli anni 2000 gli otaku sono stati associati anche agli hikikomori e ai NEET. Nel 1990 il sociologo tedesco Volker Grassmuck aveva descritto gli otaku come dei feticisti dell'informazione. Nel 2000 l'artista giapponese Takashi Murakami ha dichiarato di riconoscere nell'estetica otaku una manifestazione culturale, sottovalutata e ingiustamente disprezzata, che rispecchia il nuovo Giappone.
Secondo lui la discriminazione degli otaku è simile a quella perpetrata nei confronti degli hinin in epoca Edo, ed è un retaggio della struttura gerarchica e discriminatoria di quel periodo della storia del Giappone che continua e caratterizzare la moderna società giapponese.
Nel 2001 lo scrittore statunitense William Gibson ha definito gli otaku ossessivamente appassionati, più interessati all'accumulo di informazioni che di oggetti. Nel 2005 il Washington Post ha raccontato la ghettizzazione degli otaku di Akihabara, e nel 2006 la rivista Wired ha descritto un otaku senza connotazioni negative o asociali, come un elegante geek ossessionato da una passione.

## La cultura otaku

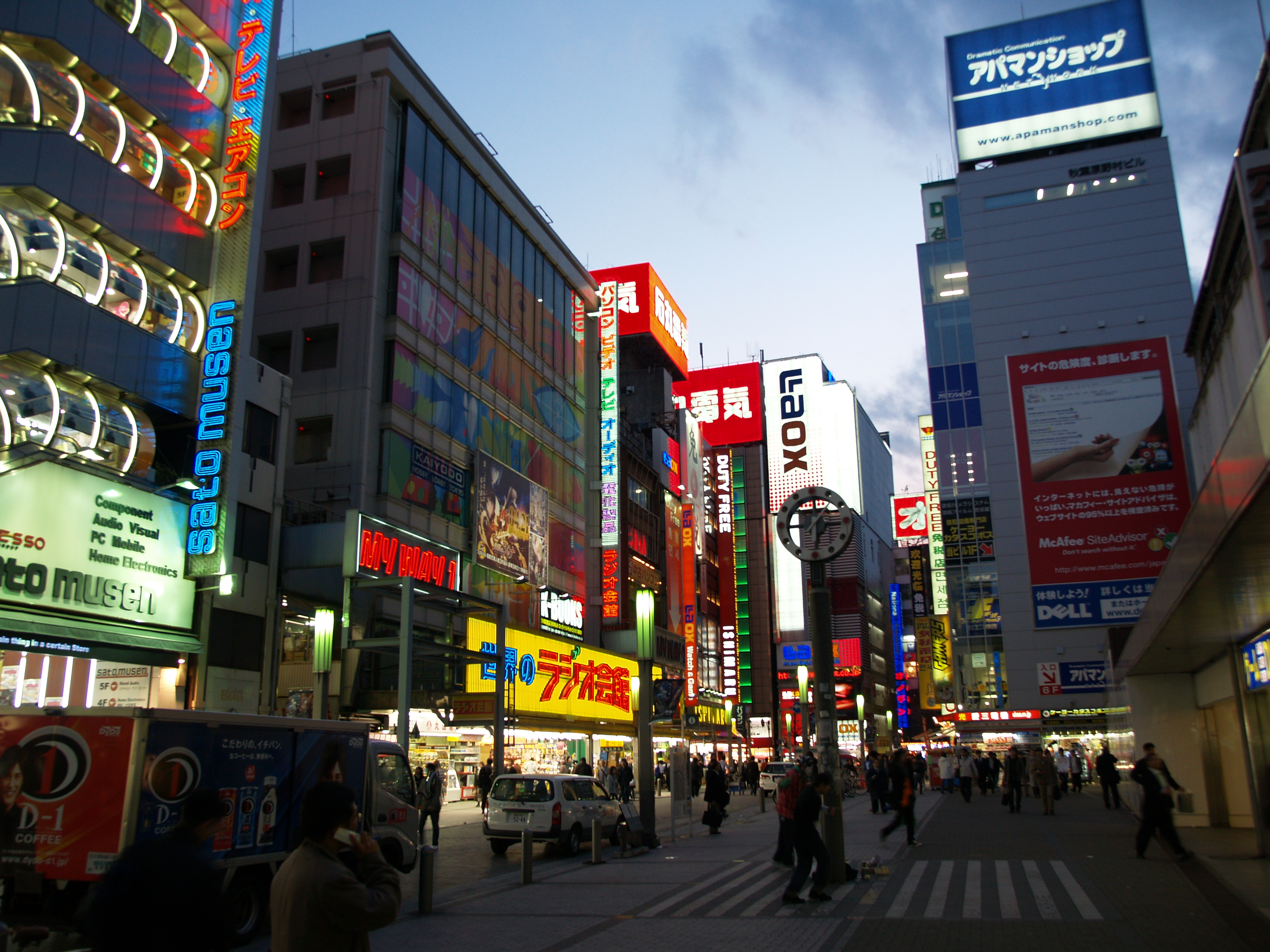
Akihabara, la città elettrica

Otaku è una manifestazione del consumismo collegato all'immaginario prodotto dai mass media giapponesi, emersa alla fine degli anni settanta come subcultura. Gli otaku, le persone che le hanno dato vita, sono appassionati collezionisti di oggetti futili, di informazioni e storie, e amano manipolare o trasformare i prodotti esistenti. Molti otaku costituiscono una buona parte delle energie creative da cui prende vita la cultura pop giapponese, e hanno sviluppato un sistema, che si basa sui fanservice, per giudicare i manga, gli anime, i videogiochi, le dōjinshi, e i dating sim.
L'underground otaku non è contrapposto al sistema, ma è piuttosto un laboratorio culturale del capitalismo contemporaneo giapponese, e un rifugio dalle frustrazioni del dominio culturale dell'Occidente, sviluppatosi nel retrobottega dei nuovi media. L'indipendenza della sottocultura otaku dal resto della società ha contribuito al senso di caos e di perdita di controllo, avvertito dai media e da diversi intellettuali giapponesi, nel rapporto con le giovani generazioni.
Dal 2001, il filosofo giapponese Hiroki Azuma si è occupato della cultura otaku, dei suoi rapporti con la storia del Giappone e con l'estetica Superflat, teorizzata dall'artista Takashi Murakami. Azuma ha analizzato senza pregiudizi le ragioni del crescente successo della cultura otaku, mettendone in luce alcune caratteristiche postmoderne, come la mancanza di punti di riferimento consolidati, la perdita del senso dei confini tra l'originale e la copia, o tra l'autore e i consumatori, e la creazione di una rete sociale e d'informazione. Il lavoro di Hiroki Azuma, come anche l'attività di Takashi Murakami, hanno dato un contributo importante nel collocare e stabilire l'importanza del fenomeno otaku nella cultura giapponese.
Dalla seconda metà degli anni 2000 Otaku tende ad essere riconosciuta come una manifestazione del nuovo Giappone, e, come hanno rilevato Azuma e Murakami, i tentativi di emarginazione del fenomeno sarebbero più che altro connessi ai retaggi della storia del Giappone, con cui il paese fa i conti dall'epoca Meiji. Il luogo di riferimento più importante della subcultura otaku è il quartiere di Akihabara a Tokyo.

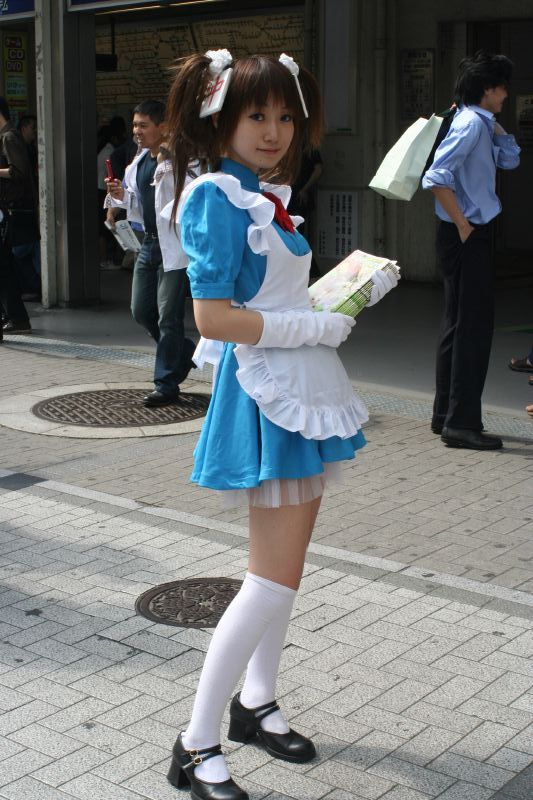
Una maid girl kawaii distribuisce volantini per un maid café ad Akihabara

### Influenze
L'immaginario estetico degli otaku ha ispirato l'artista Takashi Murakami, che ha teorizzato lo stile Superflat (super piatto), una sorta di pop otaku (poku) caratterizzato dall'integrazione di vari elementi della cultura pop giapponese, con i dipinti del XVII secolo giapponese, il Kabuki e lo jōruri di epoca Edo, gli anime degli anni settanta, con il pop di origine occidentale, condensati in icone ibride, levigate e brillanti del Giappone contemporaneo. I temi estetici da cui attinge Murakami sono amplificati ed esaltati a tal punto da far emergere questioni apparentemente assenti nelle tematiche kawaii dell'immaginario otaku.
I nuovi mezzi di comunicazione hanno favorito lo sviluppo di comunità otaku che si incontrano in club o associazioni e organizzano eventi che promuovono le loro passioni. Questi gruppi sono anche diventati veri e propri attori economici. Attraverso i fanservice gli otaku valutano le opere, o quanto sia kawaii o moe la protagonista femminile di un'opera, esercitando una grande influenza soprattutto sui produttori di anime.
Per quel che riguarda i manga, che in Giappone hanno un ruolo culturale ed economico rilevante, gli otaku hanno influenza principalmente sui dōjinshi, pubblicati fuori dei normali canali dell'industria editoriale dei manga. Le conoscenze tecniche e la fantasia degli otaku sono diventate molto interessanti per le aziende e per il capitalismo giapponese: è noto infatti che l'underground può produrre nuove idee e il banco di prova per il mainstream commerciale.

### Tipi di otaku
Gli otaku si suddividono in diverse categorie a seconda degli interessi specifici, ma la parola può essere collegata a qualunque mania, hobby, passione o ossessione: ci possono essere otaku della musica, delle arti marziali, della cucina e così via. Nel senso monomaniaco si utilizzano spesso nomi peculiari, per esempio un otaku malsano è un kimo-ota (contrazione di kimoi otaku).
Questi alcuni tipi di otaku:
- Akiba-kei (秋葉系?), che trascorrono molto tempo nel quartiere di Akihabara a Tokyo e sono ossessionati principalmente da anime, idol e videogiochi.
- Anime otaku o aniota, maniaco degli anime.
- Cosplay otaku, maniaco del cosplay.
- Figure moe zoku, collezionisti di PVC Figure (staction figure realizzate con cloruro di polivinile).
- Gēmu otaku, maniaco dei videogiochi.
- Itasha (痛車?), è la mania di decorare le automobili con i personaggi, prevalentemente ragazze cute di anime, manga o videogiochi. Gli itasha otaku frequentano luoghi come Akihibara a Tokyo, Nipponbashi a Osaka, e Osu a Nagoya. Le manie per le decorazioni di moto e biciclette sono chiamate rispettivamente itansha (痛単車?) e itachari (痛 チャリ?).
- Manga otaku, maniaco dei manga
- Pasokon otaku, maniaco dei PC
- Wota (precedentemente idol otaku), maniaco delle idol[22] che usa particolari danze durante i concerti chiamate wotagei per sostenere l'idol. Esistono anche otaku donne, che nel 2008 frequentavano Otome Road, una strada del quartiere Ikebukuro a Tokyo, o il bar Edelstein, sorto nel 2007 a Shibuya, e ispirato all'omonimo manga culto del 1970 ambientato nei primi anni del XX secolo in un collegio in Germania.[23]

Le passioni e gli interessi specifici degli otaku alimentano un vasto e diversificato mercato di oggetti di consumo, ad esempio, tra la grande varietà di elementi che caratterizzano una tipica stanza di otaku, possono esserci i dakimakura, grandi cuscini da abbracciare su cui sono stampate le immagini delle protagoniste di anime, manga o videogiochi.

### Diffusione internazionale
La sottocultura internazionale è influenzata da quella giapponese, ma differisce in molte aree a seconda della localizzazione geografica.
Gli otaku statunitensi, rispetto ai giapponesi, hanno un'influenza maggiore sull'edizione dei manga negli Stati Uniti, questo è dovuto al fatto che la maggior parte delle persone che leggono manga negli Stati Uniti hanno qualche legame con la sottocultura otaku, mentre in Giappone la vasta produzione di manga fa parte della cultura popolare e non è legata agli otaku ma a tutta la società.
La sottocultura otaku al di fuori del Giappone prende spesso parole in prestito dal giapponese. In certi casi l'uso da parte degli otaku di termini giapponesi crea un effetto simile al Nihonglish, l'Engrish al contrario. Questo può far assumere alle parole prese in prestito significati diversi da quello giapponese originale (vedi, ad esempio, hentai, bishōnen).

## Opere correlate
In Giappone gli otaku costituiscono una parte consistente delle forze creative coinvolte nella produzione di opere d'intrattenimento di massa, pertanto molti anime, manga, romanzi e videogiochi fanno riferimento alla subcultura otaku e ne sono diretta espressione, spesso in forma di pastiche.
La subcultura otaku ha ispirato l'opera di diversi artisti, tra questi il più noto è Takashi Murakami. Al fenomeno sociale e culturale sono stati dedicati anche diversi documentari, tra cui Otaku no video.
Il dibattito sul fenomeno ha invece prodotto una letteratura sia documentaria e giornalistica, che di ricerca nei campi dell'antropologia culturale, della sociologia, della storia e della storia dell'arte. Per quel che riguarda questo tipo di opere si vedano la bibliografia e le note di questa pagina.
Anime, film, manga e romanzi
- Hot Gimmick (ホットギミック?, Hotto Gimikku), manga shōjo di Miki Aihara pubblicato in Giappone nel 2000
- MegaTokyo è fumetto online in inglese, disegnato dallo statunitense Fred Gallagher nel 2002.
- Genshiken (げんしけん?) è una commedia seinen di Kio Shimoku pubblicata nel 2002 come manga e nel 2004 come anime. La storia è centrata sugli otaku e le loro passioni per cosplay, fumetti amatoriali (dōjinshi) e modellismo. Il manga è stato pubblicato nel 2007 in Italia con il titolo di Genshiken - Otaku club.
- Welcome to the NHK (NHKにようこそ!?, NHK ni yōkoso!, "Benvenuti alla NHK") è una light novel del 2002 scritta da Tatsuhiko Takimoto e illustrata da Yoshitoshi ABe. L'opera è stata pubblicata come manga dal 2004 al 2007 e come anime nel 2006.
- Nogizaka Haruka no himitsu (乃木坂春香の秘密?, Nogizaka Haruka no himitsu) è una light novel pubblicata per la prima volta a puntate nel 2002 e successivamente come manga e anime.
- Battle Programmer Shirase (BPS/バトルプログラマーシラセ?, Bīpīesu Batoru Puroguramā Shirase) è un anime di Hiroki Hayashi andato in onda su TV Kanagawa nel 2003.
- I, Otaku: Struggle in Akihabara (壮太君のアキハバラ奮闘記?, Sōta-kun no Akihabara Funtōki), manga del 2003 di Jirō Suzuki.
- Lucky Star (らき☆すた?, Raki☆Suta) è un manga di Kagami Yoshimizu del 2004, pubblicato nel 2007 come anime. La protagonista, Konata Izumi, impersona uno stereotipo femminile di otaku, è un'accanita lettrice di manga, appassionata di anime e videogiochi.
- Akihabara@Deep (アキハバラ@Deep?, Akihabara atto Dīpu) è un romanzo di Ira Ishida del 2004 da cui sono stati tratti un manga, un dorama e un adattamento cinematografico.
- Train Man (電車男?, Densha otoko) era iniziato come forum di discussione su una storia presumibilmente vera, poi adattata dal collettivo Nakano Hitori, e pubblicata in forma di romanzo e manga nel 2004. Nel 2005 divenne un dorama dal titolo Densha Otoko.
- Otaku no Musume-san (おたくの娘さん?) è un manga di Stu-Hiro pubblicato sulla rivista Monthly Dragon Age nel 2006.
- Otaku girls (妄想少女オタク系?, Mōsō shōjo otaku-kei, "Ragazze Otaku") è un manga seinen di Natsumi Konjoh, pubblicato a puntate dal mensile Comic High! a partire dal 2004 e stampato in sei volumi nel 2010.[26]
- The Otaku Encyclopedia è un saggio sotto forma di enciclopedia sulla subcultura Otaku di Patrick Galbraith.
- In Negima: Magister Negi Magi le due protagoniste Nodoka Miyazaki e Haruna Saotome incarnano due tipi di otaku (la prima è una timida appassionata di libri, la seconda è appassionata di manga e anche manga yaoi/boys love), ma anche Yue Ayase (non brava nello studio, ma appassionata di libri di occulto, molto intelligente) e Chisame Hasegawa (appassionata di cosplay e di computer, è molto asociale). (M.M.)
- Il manga Boku, Otaryman. tratta delle vicende di un giovane otaku.
- Otaku Teacher (電波教師?, Denpa Kyōshi) è un manga di Takeshi Azuma del 2011, pubblicato nel 2015 come anime.
- My Dress-Up Darling (その着せ替え人形は恋をする?, Sono Bisque Doll wa Koi wo Suru) è un manga del 2018 la cui co-protagonista Marin Kitagawa, oltre ad essere una gal, è un'otaku appassionata di videogiochi, manga, anime, e soprattutto cosplay.

Videogiochi
- Metal Gear Solid (メタルギアソリッド?, Metaru Gia Soriddo, "Ingranaggio metallico solido") è un videogioco di Hideo Kojima, pubblicato per la prima volta nel 1998. Nel gioco, il personaggio Hal Emmerich si fa chiamare Otacon (オタコン?, Otakon), contrazione di Otaku Convention, in riferimento alla sua passione per manga e anime, chiedendo al protagonista, Solid Snake, al loro primo incontro, se anche lui lo fosse. L'autore ha dichiarato di essersi ispirato ai mecha per la creazione del Metal Gear REX.[senza fonte]
- Comic Party (こみっくパーティー?, Komikku Pātī) è nato come dating sim nel 1999, poi adattato in anime e manga.
- No More Heroes (ノーモア★ヒーローズ?, Nō Moa Hīrōzu) è un videogioco del 2007 diretto da Gōichi Suda. Il protagonista del gioco, Travis Touchdown, è un otaku.
- Chaos;Head (カオス;ヘッド?, Chaos Head) di Mizuki Takehito è una Interactive Fiction del tipo visual novel del 2008, poi anche anime.

Documentari
- Otaku no video (おたくのビデオ? "Il video degli otaku") è un film in forma di documentario e commedia anime, che ritrae gli otaku in modo divertente e sarcastico. La commedia è intrecciata con numerose interviste sull'argomento e smonta lo stereotipo, presentato pochi anni prima dai media giapponesi,[13] che associava gli otaku al mostro Miyazaki. L'opera di Takeshi Mori e Toshio Okada è stata pubblicata in Giappone nel 1991 come OAV da Gainax.
- Otaku: fils de l'Empire du virtuel, documentario di Jean-Jacques Beineix et Jackie Bastide, andato in onda su France 2 nel 1994.
- Japanorama è una serie britannica di documentari che esplorano diversi aspetti della cultura popolare giapponese. Alcuni dei 18 episodi della serie, pubblicata dalla BBC Three tra il 2002 e il 2007, fanno esplicito riferimento alla subcultura otaku.

Mostre
- Nel 2001 l'artista giapponese Takashi Murakami ha curato la mostra Superflat,[27] che raccoglieva le opere di 19 artisti giapponesi (tra cui lo stesso Murakami), che si ispiravano alla cultura tradizionale giapponese, al pop e alla subcultura otaku, rimescolati nell'estetica Superflat come espressione del Giappone postmoderno.[20]
- Nel 2004, alla Biennale d'Architettura di Venezia, si è tenuta la mostra Otaku: personality=space=cities,[28] in cui, fra l'altro, è stata ricreata una vetrina del Radio Hall di Akihabara, luogo dove gli otaku vendono o espongono le loro collezioni.[5]
- Nel 2007 al MOCA di Los Angeles si è inaugurata © Murakami, la prima mostra retrospettiva di Takashi Murakami.[29] L'allestimento della mostra nel museo comprendeva anche un negozio che vendeva oggetti di consumo legati all'immaginario pop e otaku (poku), tra cui le borse disegnate dall'artista per Louis Vuitton.[30]

### Argomenti generali
- Cultura giapponese
- Cultura giovanile
- Cultura di massa
- Sociologia urbana
- Subcultura
- Lista di subculture

### Cultura pop
- Anime
- Cosplay
- Fandom
- Maid café
- Manga

### Termini specifici
- Denpa
- Fan
- Geek
- Hikikomori
- Kawaii
- Moe (slang)
- Nerd

### Persone e luoghi
- Akihabara
- Hiroki Azuma
- Shōji Kawamori
- Haruhiko Mikimoto
- Takashi Murakami
- Akio Nakamori
- Tokyo